# Morgenröte (1929)
Morgenröte ist ein Stummfilmmelodram aus dem Jahre 1929. Unter der Regie von Wolfgang Neff spielen Paul Henckels, Werner Fuetterer und Carl de Vogt die Hauptrollen.

## Handlung
Der junge Stephan Schwaiger hat von seinem Vater Michael Anteile an einer Kohlemine geerbt. Doch der Erhalt der Grube rentiert sich allmählich nicht mehr, und so soll das Bergwerk demnächst geschlossen werden. Stephan hat auch ein anderes Problem. Er kann sein Studium nicht mehr finanzieren, und so sucht er sich eine Beschäftigung als Hauer in seiner eigenen Grube. Dabei gerät er in die Fänge des Finanzmanns Schücking, der auf den Niedergang der ganzen Grube spekuliert, in der Hoffnung, dass dann die Aktien ins Bodenlose fallen und er das gesamte Bergwerk günstig an sich reißen kann. Es kommt zum erwarteten Kurssturz, und die Grube erhält einen neuen Besitzer.
Schücking will bei der Wiedereröffnung auch denjenigen Schacht, den Todesstollen 306, wieder in Betrieb nehmen, der wegen akuter Einsturzgefahr seit geraumer Zeit nicht mehr genutzt wird. Der Finanzier ist bei der Erschließung seines Besitzes ziemlich skrupellos. Es kommt zu einer Stollensprengung, bei der sich angesammelte Gase entzünden und sich zu einem fürchterlichen Brand ausweiten. Stephan befindet sich zu diesem Zeitpunkt gleichfalls im Stollen und kommt bei der Explosion beinah ums Leben, wird aber im letzten Moment gerettet. Als er wieder über Tage ns Freie tritt, wartet schon seine Liebste Jutta auf ihn, die er in den vergangenen schweren Zeit kennen und lieben gelernt hat.

## Produktionsnotizen
Morgenröte entstand im Januar/Februar 1929 im oberschlesischen Hindenburg und im Johanna-Schacht der Henckel-Donnersmarck-Zechen im niederschlesischen Waldenburg. Der Film passierte am 2. August 1929 die Zensur und wurde am 19. August 1929 in Berlins Primus-Palast uraufgeführt. Der mit Jugendverbot belegte Streifen besaß sieben Akte, verteilt auf 2507 Metern Länge.
Burton George übernahm die künstlerische Oberleitung, Fritz Willi Krohn gestaltete die Filmbauten. Kameramann Georg Bruckbauer fertigte die Außenaufnahmen über Tage sowie die Atelieraufnahmen an, sein Kollege Reimar Kuntze diejenigen, die unter Tage entstanden.
Co-Autorin Marie Luise Droop schrieb hier unter dem Pseudonym Ludwig Fritsch.

## Kritiken
In der Vossische Zeitung war zu lesen: „Der Höhepunkt des Films eine Grubenkatastrophe. Aufregend – aber spürbar unnatürlich. Und so ist der Film im ganzen. Wo er das Bergmannsleben zeigt: die Gefahren und die Schwere dieser Arbeit, das Elend der Familien, den Kampf mit gewissenlosen Ausbeutern – da hat er Wucht und Wirkung. Weil er der Wirklichkeit nahe kommt. (…) Wo es aber die konventionelle Spielhandlung beibehält … da bleibt er matt.“
Im Berlin am Morgen stand geschrieben: „Geschickt wie immer, wusste man diesem famosen Film ein barmherziges Mäntelchen umzuhängen … Ein gefährliches Machwerk! Raffinierte Mischung tiefster Verlogenheit und halber Wahrheiten ... Eine Verneblung sozialer Probleme.“